# Kia Carnival
Kia Carnival — минивэн от южнокорейской фирмы Kia Motors. В Великобритании и Северной Америке продавался под именем Kia Sedona. В настоящее время
выпускается четвертое поколение.

## Первое поколение (KB-II)
Модель первого поколения производилась и продавалась по-разному для конкретных регионов, в том числе в рамках совместного предприятия на китайском рынке с Dongfeng Yueda Kia , а также с Naza Ria в Малайзии.
В Индонезии и на Филиппинах использовались оба названия Carnival/Sedona. Первоначально представленный как Carnival в 2001 году, с 2003 года он был переименован в Sedona.

### Рынки

#### Австралия
В Австралии Kia Carnival поступил в продажу в 1999 году со стандартной 5-ступенчатой механической коробкой передач и 2,5-литровым двигателем V6 мощностью 177 л.с. (132 кВт). 4-ступенчатая автоматическая коробка передач была необязательной. В 2001 году он превзошел по продажам Toyota Tarago , став самым продаваемым минивэном в стране. Он снова был лидером продаж в 2004 и 2005 годах, когда продажи достигли пика в 5259 единиц.

#### Европа
В Европе первое поколение было доступно только с бензиновым двигателем Rover KV6 объемом 2,5 л  24V мощностью 163 л.с. и стандартом уровня выбросов Евро 2 , а также с турбодизельным двигателем объемом 2,9 л мощностью 126 л.с. С 2001 года компания Kia Motors представила бензиновый двигатель KV6 Euro 3 объемом 2,5 л мощностью 150 л.с. и дизельный двигатель Common Rail объемом 2,9 л мощностью 144 л.с.

#### Северная Америка
В Северной Америке Sedona оснащалась 3,5-литровым двигателем Hyundai V6 мощностью 195 л.с. (145 кВт) и 4-ступенчатой (позже 5-ступенчатой) автоматической коробкой передач. Импортированная из Южной Кореи, Sedona первого поколения была не чем иным, как моделью Carnival II, разработанной с заводской таблички, и предлагалась только в формате SWB. Таким образом, он не предлагал оборудования, которое представили многие его конкуренты, такого как раздвижные двери и задняя дверь с электроприводом, складные сиденья третьего ряда, навигационная система, камера заднего вида или датчики резервного копирования / парковки. Ранние модели Sedona имели расход 15,6 л/100 км (15,1 миль на галлон) (город) и 10,9 л/100 км (21,6 миль на галлон) (шоссе), но показатели немного улучшились до 14,8 л/100 км (15,9 миль на галлон) (город) и 9,6 л/100 км (24,5 миль на галлон) (шоссе) для моделей 2005 года.
В Северной Америке EX был комплектацией самого высокого уровня, предлагая косметические удобства, такие как хромированные акценты внутри и снаружи, отделка салона деревом, кожаное рулевое колесо и ручка переключения передач, легкосплавные диски, дополнительные кожаные сиденья, люк на крыше и DVD-плеер.
Модель с фейслифтингом была впервые выпущена в Южной Корее 11 февраля 2001 года под названием Carnival II . На большинстве рынков эта модель сохранила название Carnival, в то время как рынки Северной Америки и некоторых азиатских рынков переименовали эту модель в Sedona. Модели с левым рулем получили изменен дизайн приборной панели и обивки дверей, в то время как модели с правым рулем сохранили прежний дизайн приборной панели и обшивки дверей от модели до рестайлинга.
| Euro NCAP                                          | Euro NCAP | Euro NCAP | Euro NCAP |
| -------------------------------------------------- | --------- | --------- | --------- |
| Рейтинги                                           | Пассажир  |           | 18        |
| Рейтинги                                           | Пешеход   |           | 4         |
| Протестированная модель: Kia Carnival 2,9 D (2003) |           |           |           |

## Второе поколение (VQ)
Kia представила второе поколение Carnival/Sedona во всем мире в 2005 году — в моделях с короткой (SWB) и длинной колесной базой (LWB) — с передней колеей шире на 2 дюйма, задней колеей шире на 3 дюйма и уменьшенным радиусом поворота чем первое поколение. Модель SWB разделяет платформу с Kia Magentis   и была специально разработана для европейского рынка  , где она относится к классу больших MPV .
Благодаря более легкому двигателю, более широкому использованию высокопрочной стали в кузове, а также более легкой трансмиссии и задней подвеске, модель второго поколения весила примерно на 400 фунтов меньше, чем первое поколение.
На некоторых рынках Kia предлагала минивэн с обеими колесными базами (например, в Северной Америке, Австралии) или на других рынках просто в конфигурации с короткой колесной базой (например, в Великобритании, Франции). Во всем мире минивэн предлагался с четырьмя двигателями, а также механической и автоматической коробками передач.
Комплектация оборудования сильно различалась в зависимости от рынка, включая такие функции, как шесть подушек безопасности (передние, передние боковые и воздушная завеса), антиблокировочная система тормозов (ABS) с электронным распределением тормозных усилий (EBD), электронная система стабилизации (ESC) с системой контроля тяги ( TCS) и система экстренного торможения (BAS), двух- или трехзонное отопление и охлаждение, проход между передними сиденьями с откидным поддоном, регулируемое по наклону/высоте рулевое колесо, точки крепления Isofix , задние боковые сдвижные двери с Функция блокировки «удержание открытой» (для предотвращения случайного закрытия открытой двери), опускающиеся окна с электроприводом второго ряда, сиденья третьего ряда, складывающиеся в пол в соотношении 60/40 (только для LWB), сдвижные двери и задняя дверь с электроприводом, датчики резервного копирования и встроенная навигация.
На рынках Европы и Азии модели SWB предлагали полный спектр опций и доступного оборудования с конфигурацией сидений 2+3+2 (важный формат для большого минивэна для Европы).  Напротив, в Северной Америке модель SWB предлагалась только в базовой комплектации, с конфигурацией сидений 2+3+2 и высококлассными опциями, эксклюзивными для моделей LWB.

### Рынки

#### США
Kia представила Sedona второго поколения на североамериканском рынке на автосалоне в Чикаго в феврале 2005 года в качестве модели 2006 года, предложив один двигатель/трансмиссию: 3,8-литровый двигатель Hyundai Lambda V6 мощностью 240 л.с. с бесступенчатой регулировкой фаз газораспределения и системой регулировки фаз газораспределения. пятиступенчатая механическая автоматическая коробка передач .
Первоначально предлагаемая только с длинной колесной базой (LWB), в 2007 модельном году последовала модель с короткой колесной базой (SWB).  Комплектации включают Sedona (SWB), Sedona LX (LWB) и Sedona EX (LWB). Версия второго поколения с новым брендом предлагалась с 2007 по 2009 год как Hyundai Entourage .
Фургон был обновлен к 2011 модельному году с новой решеткой радиатора Tiger Nose и задними фонарями, более мощным двигателем и шестиступенчатой автоматической коробкой передач, но версия с короткой колесной базой отказалась из-за плохих продаж.
Североамериканская конфигурация получила пятизвездочный рейтинг безопасности от Национальной администрации безопасности дорожного движения для всех сидений при лобовых и боковых столкновениях. Страховой институт дорожной безопасности также присвоил Sedona «хорошо» — высшую оценку — за лобовые, боковые и задние удары. IIHS назвал Sedona 2006 года «Золотым выбором безопасности», что сделало Sedona (и аналогичный Hyundai Entourage) самым безопасным минивэном, тестируемым в настоящее время.  Kia объявила, что Kia Sedona 2012 года станет последней Sedona на американском рынке.
В мае 2012 года Kia заявила, что производство Sedona будет прекращено на рынке США после 2012 модельного года, а представитель компании заявил, что компания не ожидает окончательного ухода с рынка минивэнов.
В 2013 году Kia перезапустила Sedona как модель 2014 года с небольшими обновлениями.

#### Великобритания
Sedona второго поколения была вторым самым продаваемым большим минивэном на рынке Великобритании. В 2010 году она получила новую решетку радиатора, новое оборудование (включая камеру заднего вида, встроенную в зеркало заднего вида) и единственный вариант двигателя — 192-сильный 2.2 CRDi. рядный четырехцилиндровый двигатель, заменяющий 183-сильный 2.9 CRDi.  Второе поколение продавалось в трех комплектациях (1, 2 и 3) с 5-ступенчатой механической коробкой передач или шестиступенчатой автоматической коробкой передач. Уровень комплектации 1 включал кондиционер и электрические стеклоподъемники. Комплектация 2 получила легкосплавные диски, заднюю парковочную камеру с дисплеем, встроенным в зеркало заднего вида, и климат-контроль. В уровне отделки салона 3 добавлен электронный контроль устойчивости, кожаные сиденья, подогрев передних сидений, электропривод задней двери и складывающиеся наружные зеркала с электроприводом.
В сентябре 2012 года Sedona была снята с рынка Великобритании из-за плохих продаж.

#### Австралия
Второе поколение Carnival поступило в продажу в Австралии в январе 2006 года. Первоначально 3,8-литровый 5-ступенчатый автомат Grand Carnival с длинной колесной базой продавался вместе с 2,5-литровым V6 Carnival предыдущего поколения, пока в августе 2006 года не появилось второе поколение SWB Carnival. в этом году доступен как с 5-ступенчатой механической, так и с 4-ступенчатой автоматической коробкой передач, а также с новым двигателем V6 объемом 2,7 л. Обе модели вмещали 8 пассажиров. Турбодизельный двигатель объемом 2,9 л был представлен на Grand Carnival в марте 2009 года. В июне 2010 года Carnival и Grand Carnival претерпели небольшой фейслифтинг, механическая коробка передач была удалена из модели SWB, а модель LWB получила новый 3,5-литровый двигатель V6. и 6-ступенчатый автомат. В 2011 году от SWB Carnival полностью отказались, а модель LWB получила новый дизельный двигатель серии «R» объемом 2,2 л, заменивший предыдущий двигатель объемом 2,9 л. Карнивал был самым продаваемым событием в Австралии в период с 2007 по 2013 год.

### Прием
Kia Sedona (Carnival) получила награду MotorWeek 2007 года «Лучший минивэн» в категории «Выбор водителей» 2007 года и награду «Лучший выбор» по версии журнала The Car Book 2007 года. В целом, модели Kia улучшились на 22% по результатам первоначального исследования качества (IQS) JD Power and Associates в 2006 году и улучшились вдвое больше, чем у любого конкурента за последние 3 года.
Kia Sedona заняла 4-е место в списке «20 самых дорогих автомобилей 2009 года, подлежащих страхованию» по версии Insure.com.  Edmunds.com называет Kia Sedona одним из «Самых рекомендуемых» автомобилей 2010 года.

### Надежность
- В отчете о надежности за 2007 год, опубликованном TÜV , первое поколение (1999–2005) Kia Carnival заняло 113-е место из 113 в категории автомобилей возрастом от 2 до 3 лет с уровнем дефектов 25,1%.  В отчете TÜV за 2008 год первое поколение (1999–2005) Kia Carnival заняло 116-е место из 116 в той же категории с уровнем дефектов 19,70%, а также заняло 111-е место из 111 в рейтингах с 4 по 5. Категория автомобилей 2-летнего возраста с процентом брака 27,60%.
- Согласно опросу MSN Autos по надежности, надежность Kia Sedona 2006 года оценена как хорошая, в целом 5/5. Ему присвоен рейтинг «Минимальные проблемы» и комментарий: «Сообщается о нечастых проблемах, все с низкими затратами на ремонт».  MSN Autos использует Identifix для данных обо всех автомобилях.
- Согласно опросу надежности MyRide.com,  рейтинги надежности MyRide собираются от посетителей и бывших клиентов веб-сайтов Autobytel Inc. (Autobytel.com, Autoweb.com и CarSmart.com), которые владеют автомобилями 2001 модельного года и новее посредством онлайн-опроса, проведенного независимой третьей стороной.

Долговечность составила 86 баллов (средний показатель по промышленности 80 баллов).
Механическое качество набрало 89 баллов (средний показатель по отрасли 80 баллов).
- Оценка надежности JD Power Kia Sedona 2009 года такая же, как у Honda Odyssey 2009 года  и Dodge Grand Caravan 2009 года .

### Hyundai Entourage
С 2006 по 2009 год Kia производила вариант Carnival под новым брендом для дочерней компании Hyundai. Произведенный на заводе Kia в Сохари и продаваемый как Hyundai Entourage , серийный Entourage был показан на Чикагском автосалоне в феврале 2006 года и поступил в продажу в апреле 2006 года в варианте с длинной колесной базой.
Entourage был оснащен 3,8-литровым двигателем Lambda V6, и имел опции дополнительного оборудования, включая автоматический климат-контроль, кожаные сиденья, сдвижные двери и заднюю дверь с электроприводом, датчики заднего хода и встроенный в приборную панель CD -чейнджер на шесть дисков .
В апреле 2009 года выпуск модели 2010 года Entourage был прекращен в Северной Америке. Пересмотренный стиль Entourage был принят в Южной Корее в качестве фейслифтинга Kia Carnival, за исключением измененных решеток радиатора, соответствующих бренду Kia.

#### Уровни отделки салона
- Базовая модель GLS оснащена 16-дюймовыми колесами, съемными капитанскими креслами второго ряда, складывающимся в полу третьим рядом сидений третьего ряда в соотношении 60/40, сиденье водителя с ручной регулировкой в шести направлениях, трехзонной пневмосистемой. кондиционер, стереосистема с шестью динамиками, круиз-контроль, электрические стеклоподъемники и дверные замки, а также вход без ключа.
- Уровень SE добавляет 17-дюймовые легкосплавные диски, двойные сдвижные задние двери с электроприводом, зеркала с подогревом, автоматический климат-контроль, кожаное рулевое колесо с элементами управления аудиосистемой, деревянными или металлическими акцентами, а также сиденье водителя с электрорегулировкой в восьми направлениях.
- Уровень отделки Limited включает электропривод открывания/закрывания задней двери, кожаные сиденья с подогревом и электролюминесцентную комбинацию приборов – с дополнительным люком на крыше, аудиосистему объемного звучания с 13 динамиками, сиденье переднего пассажира с электроприводом в четырех направлениях, педали с электрорегулировкой и память сидений. система.

#### Награды
Американская конфигурация Hyundai Entourage заслужила пятизвездочный рейтинг безопасности — высшую награду, которую присуждает Национальное управление безопасности дорожного движения — за все сиденья при лобовых и боковых столкновениях. Страховой институт дорожной безопасности (IIHS) оценивает Entourage на «хорошо» — высшую оценку — за лобовые, боковые и задние удары. IIHS присвоил Entourage 2007 года «Золотой лучший выбор безопасности», что сделало Entourage вместе с аналогичным Kia Sedona самыми безопасными минивэнами, протестированными в 2007 году
Минивэн Hyundai Entourage 2009 года был признан лучшим семейным автомобилем 2009 года журналом «Родители» и сайтом Edmunds.com в их ежегодном списке семейных автомобилей.
Hyundai Entourage занял 3-е место в списке «20 самых дорогих автомобилей для страхования в 2009 году» по версии Insure.com. Согласно исследованиям, Entourage является одним из наименее дорогих транспортных средств для страхования. Низкие ставки, как правило, отражают безопасность транспортного средства и водителей, которые склонны его покупать. 
| Двигатели | Двигатели     | Двигатели | Двигатели                           | Двигатели               |
| Двигатель | рабочий объём | тип       | мощность                            | крутящий момент         |
| --------- | ------------- | --------- | ----------------------------------- | ----------------------- |
| V6        | 2 656 см³     | V6 24V    | 139 кВт (189 л. с.) при 6 000 мин−1 | 246 Н·м при 4 000 мин−1 |
| CRDi      | 2 902 см³     | R4 16V    | 136 кВт (185 л. с.) при 3 800 мин−1 | 343 Н·м при 1 500 мин−1 |

| Euro NCAP                                    | Euro NCAP | Euro NCAP | Euro NCAP |
| -------------------------------------------- | --------- | --------- | --------- |
| Рейтинги                                     | Пассажир  |           | 29        |
| Рейтинги                                     | Ребёнок   |           | 36        |
| Рейтинги                                     | Пешеход   |           | 3         |
| Протестированная модель: Kia Carnival (2006) |           |           |           |

## Третье поколение (YP)
Carnival/Sedona третьего поколения дебютировала в апреле 2014 года на Международном автосалоне в Нью-Йорке в качестве модели 2015 года. Для рынка США Sedona оснащена 3,3-литровым двигателем V6 Lambda с прямым впрыском бензина (GDI) мощностью 206 кВт (276 л.с.) и 336 Нм (248 фунт-футов), шестиступенчатой автоматической коробкой передач и передним приводом. Для рынка Южной Кореи он доступен только с 2,2-литровым дизельным двигателем мощностью 147 кВт (197 л.с.) и 440 Нм (320 фунт-футов).

### Рынки

#### США
В США Sedona ранее была доступна только в комплектациях LX и EX. В 2015 году Kia расширила комплектации до L, LX, EX, SX и Limited.

#### Саудовская Аравия
В Саудовской Аравии он доступен в версии Grand Carnival и в комплектациях LX и EX, при этом EX является топовым с некоторыми функциями SX-L.

#### Австралия
В Австралии Carnival доступен в комплектациях S, Si, SLi и Platinum с возможностью выбора либо 3,3-литрового двигателя Lambda GDI V6, либо 2,2-литрового дизельного двигателя I4 R-Series в сочетании с 6-ступенчатой автоматической коробкой передач, а модели от В 2018 году стандартно поставлялся 8-ступенчатая автоматическая коробка передач.  С момента своего австралийского дебюта в феврале 2015 года Carnival неизменно оставался самым продаваемым продуктом в Австралии, составляя в среднем около 500 продаж в месяц, а в 2019 году было зарегистрировано 6493 Carnival.

#### Индия
Kia India представила Carnival в Индии 5 февраля 2020 года на выставке Auto Expo 2020 . Индийская версия оснащена 2,2-литровым дизельным двигателем CRDi, работающим в паре с восьмиступенчатой автоматической коробкой передач. Carnival доступен в трех вариантах: Prestige, Limousine и Limousine+.

#### Индонезия
В Индонезии Grand Sedona была представлена в августе 2016 года на 24-м международном автосалоне Gaikindo Indonesia в бензиновом варианте. Дизельный вариант и обновленная версия Grand Sedona были представлены на 26-м международном автосалоне в Гайкиндо в Индонезии в августе 2018 года.

#### Малайзия
Carnival третьего поколения был запущен в Малайзии в марте 2017 года как Grand Carnival как полностью импортный автомобиль.  В январе 2018 года автомобиль стал собираться на месте в Малайзии.  На малазийском рынке Grand Carnival оснащен 2,2-литровым дизельным двигателем с шестиступенчатой автоматической коробкой передач.  Kia выпустила восьмиступенчатую автоматическую коробку передач в октябре 2018 года.

#### Вьетнам
Во Вьетнаме Grand Sedona производится на совместном предприятии с THACO на заводе Chu Lai в провинции Куангнам .  Эта модель экспортируется в Таиланд с 2019 года.

#### Пакистан
С 1 июня 2018 года Kia запустила Grand Carnival в Пакистане в сотрудничестве со своим местным партнером Yunus Brothers Group, сформировав Kia Lucky Motors Пакистан.

#### Таиланд
В Таиланде компания Yontrakit Kia Motor Co. Ltd запустила Kia Grand Carnival.  В ноябре 2019 года Yontrakit Kia начала импорт комплектации Carnival LX из Вьетнама, а не из Южной Кореи, что привело к значительному снижению цен благодаря зоне свободной торговли АСЕАН .

#### Мексика
Обновленная Sedona была представлена в Мексике 5 сентября 2018 года как модель 2019 года. Он предлагается в четырех комплектациях; Комплектации LX, EX, EX Pack и SXL. Все версии оснащены двигателем объемом 3,3 литра. 
- Вид спереди
- Вид сзади

## Четвертое поколение (KA4)
Carnival четвертого поколения дебютировал в июне 2020 года.  Благодаря использованию новой среднеразмерной платформы Hyundai-Kia длина Carnival четвертого поколения увеличивается на 40 мм (1,6 дюйма), а колесная база увеличивается на 30 мм (1,2 дюйма).  Продажи в Южной Корее начались в сентябре 2020 года.

### Рестайлинг 2024
Рестайлинг Carnival для модели 2025 года был представлен 27 октября 2023 года. Изменения включают в себя новые переднюю и заднюю панели в рамках фирменного языка дизайна Opposites United, измененный дизайн фар и задних фонарей, удаление видимой ручки для открывания двери багажника, обновленный интерьер с обновленной центральной консолью и новым распределительным устройством, новые элементы интерьера и включение гибридной силовой установки.

### Рынки

#### Северная Америка
Название Sedona было представлено в США в 2001 году и использовалось до четвертого поколения, когда Kia начала использовать табличку Carnival во всем мире. Он дебютировал на рынке США 23 февраля 2021 года в качестве модели 2022 года.  На рынке США Carnival 2022 года предлагается только с двигателем Smartstream G3.5 GDi V6 мощностью 290 л.с.  Carnival поступил в продажу в США и Канаде с марта 2021 года и полностью импортируется из Южной Кореи для рынка Северной Америки. Оценки североамериканской версии Carnival были: LX, LX+ (только для Канады), EX, EX+ (только для Канады), SX и SX Prestige (только для США).  Они выпускаются в 7- или 8-местной конфигурации, при этом 7 мест предлагаются в базовой комплектации LX (без пакета сидений), а 8-местный вариант доступен на моделях LX с пакетом сидений и входит в стандартную комплектацию EX, SX. и SX Престиж. В SX Prestige количество посадочных мест уменьшено до 7 при оснащении дополнительными сиденьями VIP Lounge  В 2023 году Carnival получил маргинальный рейтинг в обновленном тесте умеренного перекрытия IIHS, который теперь уделяет особое внимание безопасности пассажиров на заднем сиденье. [

#### Китай
Carnival четвертого поколения был представлен в Китае в сентябре 2020 года как импортная модификация, он оснащен 3,5-литровым бензиновым двигателем GDi.  Он собирается на месте с сентября 2021 года с использованием импортных комплектов для разборки. Carnival местной сборки оснащен 2,0-литровым бензиновым двигателем T-GDi местного производства.

#### Таиланд
В ноябре 2020 года Carnival четвертого поколения был запущен в Таиланде, первой стране с правым рулем, где дебютировал Carnival.  В Таиланде Carnival поставляется в 11-местной конфигурации и с 2,2-литровым дизельным двигателем. Доступны три комплектации: Limited (позже заменена на LX), EX и SXL.

#### Австралия
Carnival четвертого поколения поступил в продажу в январе 2021 года в четырех классах: S, Si, SLi и Platinum. В Австралии Carnival выпускается в 8-местной конфигурации и доступен с двумя двигателями: 2,2-литровым дизельным и 3,5-литровым бензиновым MPi V6.
В мае 2024 года в Австралии дебютировала обновленная линейка Carnival в пяти комплектациях: S, Sport, Sport+, GT Line Lite и GT Line. В результате фейслифтинга гибридная трансмиссия была представлена только для комплектации GT Line.

#### Новая Зеландия
Carnival четвертого поколения был запущен 18 января 2021 года и имел три класса: EX, Deluxe и Premium. В Новой Зеландии Carnival поставляется в 8-местной конфигурации с 2,2-литровым дизельным двигателем.

#### Россия
В марте 2021 года Carnival четвертого поколения поступил в продажу в России и на других рынках СНГ. Он собирается в Калининграде на заводе «Автотор» и доступен в 7- и 8-местной комплектациях.

#### Вьетнам
Carnival четвертого поколения был запущен во Вьетнаме 9 октября 2021 года и доступен в трех комплектациях: Luxury, Premium и Signature. Для Вьетнама Carnival выпускается в 7- и 8-местной конфигурации и предлагается с двумя двигателями: 2,2-литровым дизельным и 3,5-литровым бензиновым MPI V6. Carnival во всех вариантах собирается компанией THACO для вьетнамского рынка. Как ни странно, Kia Vietnam называет Kia Carnival «городским внедорожником», несмотря на то, что это очевидный минивэн.

#### Индонезия
Carnival четвертого поколения был представлен в Индонезии 11 ноября 2021 года на 28-м международном автосалоне Gaikindo Indonesia и доступен в двух комплектациях: Dynamic и Premiere. В Индонезии он поставляется в 11-местной конфигурации с 2,2-литровым дизельным двигателем.

#### Малайзия
Carnival четвертого поколения поступил в продажу в Малайзии 12 января 2022 года как единственный вариант в 11-местной конфигурации как модель CBU и с единственным вариантом 2,2-литрового дизельного двигателя.
В июле 2022 года были представлены версии Carnival CKD, которые продавались вместе с версией CBU. Существовало три варианта CKD: Mid (8-местный), High (8-местный) и High (7-местный).
В ноябре 2023 года 11-местный вариант Carnival стал собираться на новом сборочном заводе Kia Motor Manufacturing Malaysia (KMMM), расположенном в Кулиме, Кедах, который будет обслуживать как внутренний, так и экспортный рынки.

#### Южная Африка
Карнавал четвертого поколения был запущен в Южной Африке 25 января 2022 года и имеет 4 класса; EX, EX+, SX Limited и SXL. В Южной Африке он доступен в 7- и 8-местных конфигурациях и с 2,2-литровым дизельным двигателем.

#### Филиппины
Carnival четвертого поколения был запущен на Филиппинах 17 февраля 2022 года в двух классах: EX и SX. На Филиппинах он поставляется в 8-местной конфигурации с 2,2-литровым дизельным двигателем.

## Награды
Получил всероссийскую премию "Лучший автомобиль 2022 года в классе "Минивэны""
- Вид спереди
- Место водителя
- Вид сзади

## Производство
В феврале 2021 На заводе «Автотор» в Калининграде запущено производство Kia Carnival четвертого поколения.